# Bonjour jeunesse
Pour plus de détails, voir Fiche technique et Distribution.
Bonjour jeunesse est un film français réalisé par Maurice Cam, sorti en 1957.

## Fiche technique
- Titre français : Bonjour jeunesse
- Réalisation : Maurice Cam
- Scénario : Jeanne Humbert d'après le roman de Johanna Spyri
- Décors : Claude Bouxin
- Photographie : Marc Fossard, Michel Rocca
- Montage : Henri Rust
- Musique : Bernard Schulé
- Son : Jean Bertrand
- Société de production : Les Films Monopole
- Société de distribution : Productions Sigma
- Pays d'origine :   France
- Format : Couleur - son  Mono
- Genre : drame
- Durée : 90 minutes
- Date de sortie : 
  - France : 19 juillet 1957
- Affiche : Claire Finel (France)

## Distribution
- Ded Rysel : Andrés
- Yannick Malloire : Liselette
- Christian Fourcade : Pietro
- Maryse Martin
- Jeanne Boitel : La mère de Liselette
- Christine Carère : Evelyne
- Alexandre Rignault : Le cousin
- Héléna Manson : La cousine
- Jean Vinci : Alain
- Marcelle Géniat : La grand-mère de Pietro
- Camille Bert : Le maire
- Raymond Cordy
- Claude Vernier